# (37905) 1998 FU70
1998 FU70 (asteroide 37905) é um asteroide da cintura principal. Possui uma excentricidade de 0.02861210 e uma inclinação de 21.81309º.
Este asteroide foi descoberto no dia 20 de março de 1998 por LINEAR em Socorro.